# Meerwassersaline Ston
Die Meerwassersaline Ston befindet sich in der Ortschaft Ston auf der Halbinsel Pelješac im Süden Kroatiens. Die Saline nimmt einen Teil der am Ende der langgestreckten Bucht Stonski kanal gelegenen Wasserflächen ein.

## Geschichte
Die Saline ist seit der Antike ohne Unterbrechung in Betrieb und stellt eine der ältesten erhaltenen Anlagen dieser Art im Mittelmeerraum dar. Für die Republik Ragusa (Dubrovnik) war die Saline eine der Haupteinnahmequellen. Um diese vor Eindringlingen zu schützen, baute die Republik eine 5 km lange Festungsmauer.
Noch in der zweiten Hälfte des 20. Jahrhunderts gehörte der Salinenbetrieb zur Haupterwerbsgrundlage der Bewohner von Ston (Veliki Ston).
Die Produktionsweise ist seit dem Mittelalter unverändert. Es handelt sich um einen natürlichen Salzgarten, bei dem das Salz durch natürliche Verdunstung von Meerwasser daraus gewonnen wird. Die Saline ist somit ein noch seinem Zweck entsprechend genutztes Kulturdenkmal.

## Galerie

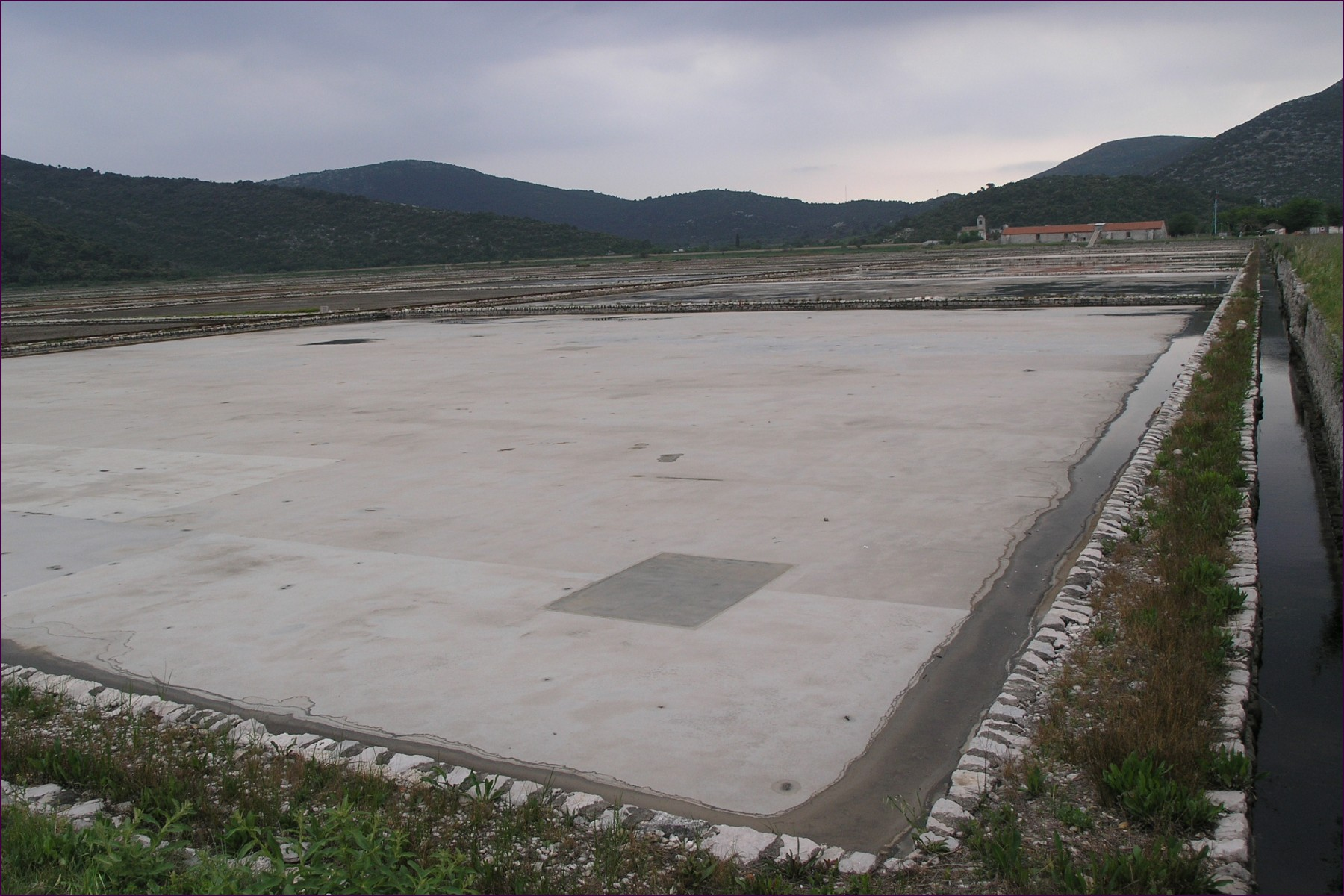
Entwässertes Becken mit Salzkruste
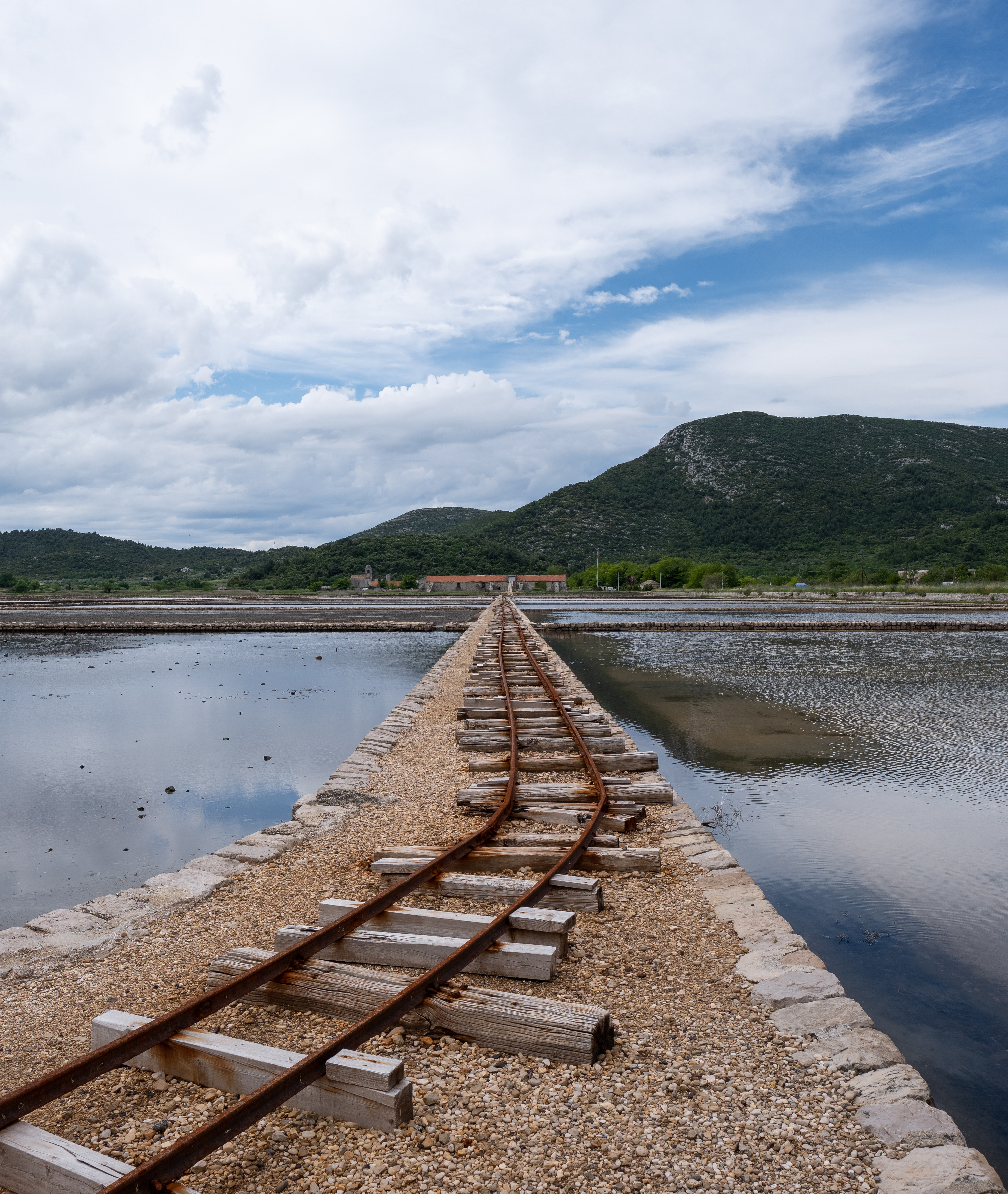
Werkbahngleis
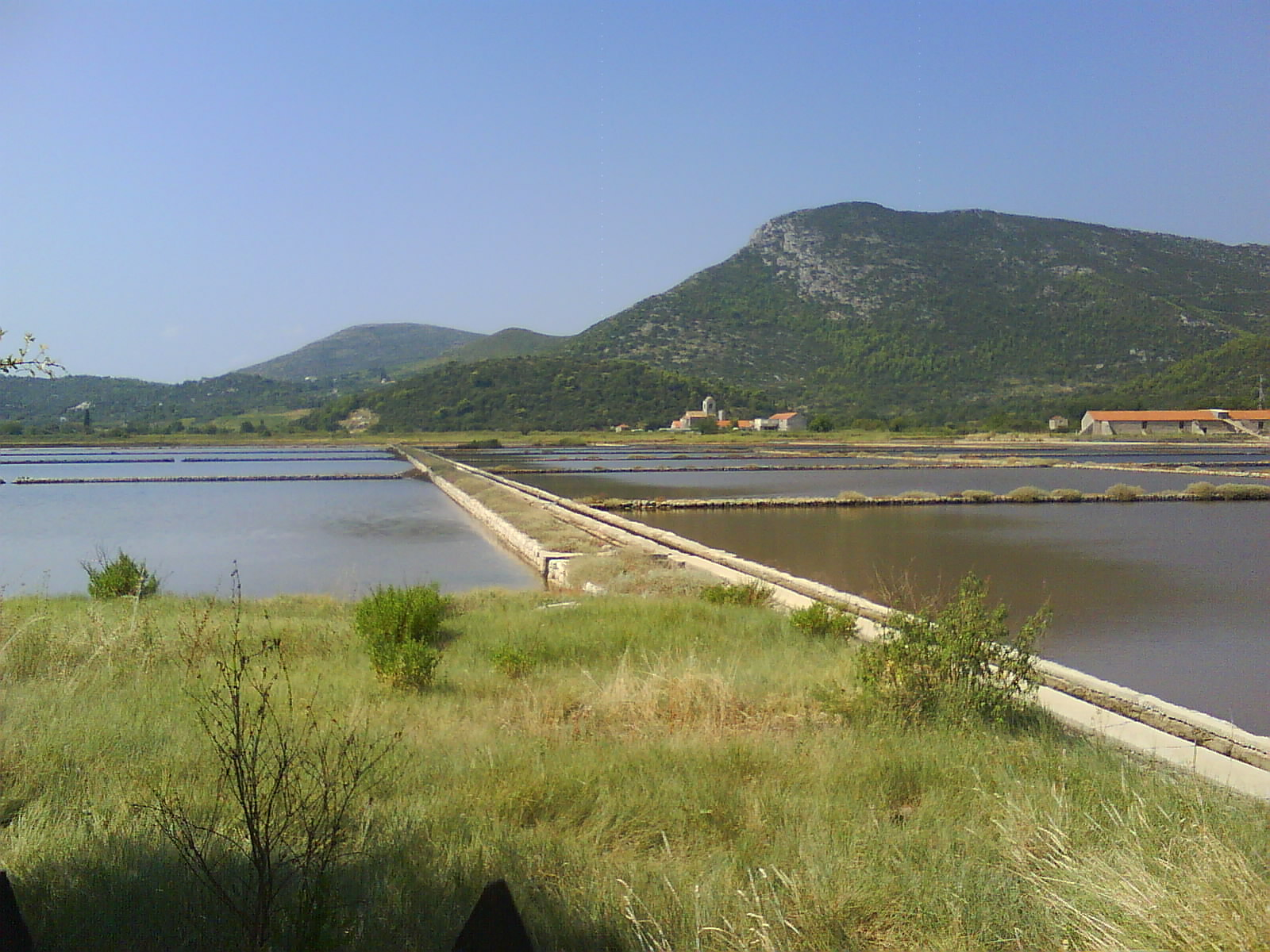
Blick über die Flachbecken zur Kapelle Velika Gospa
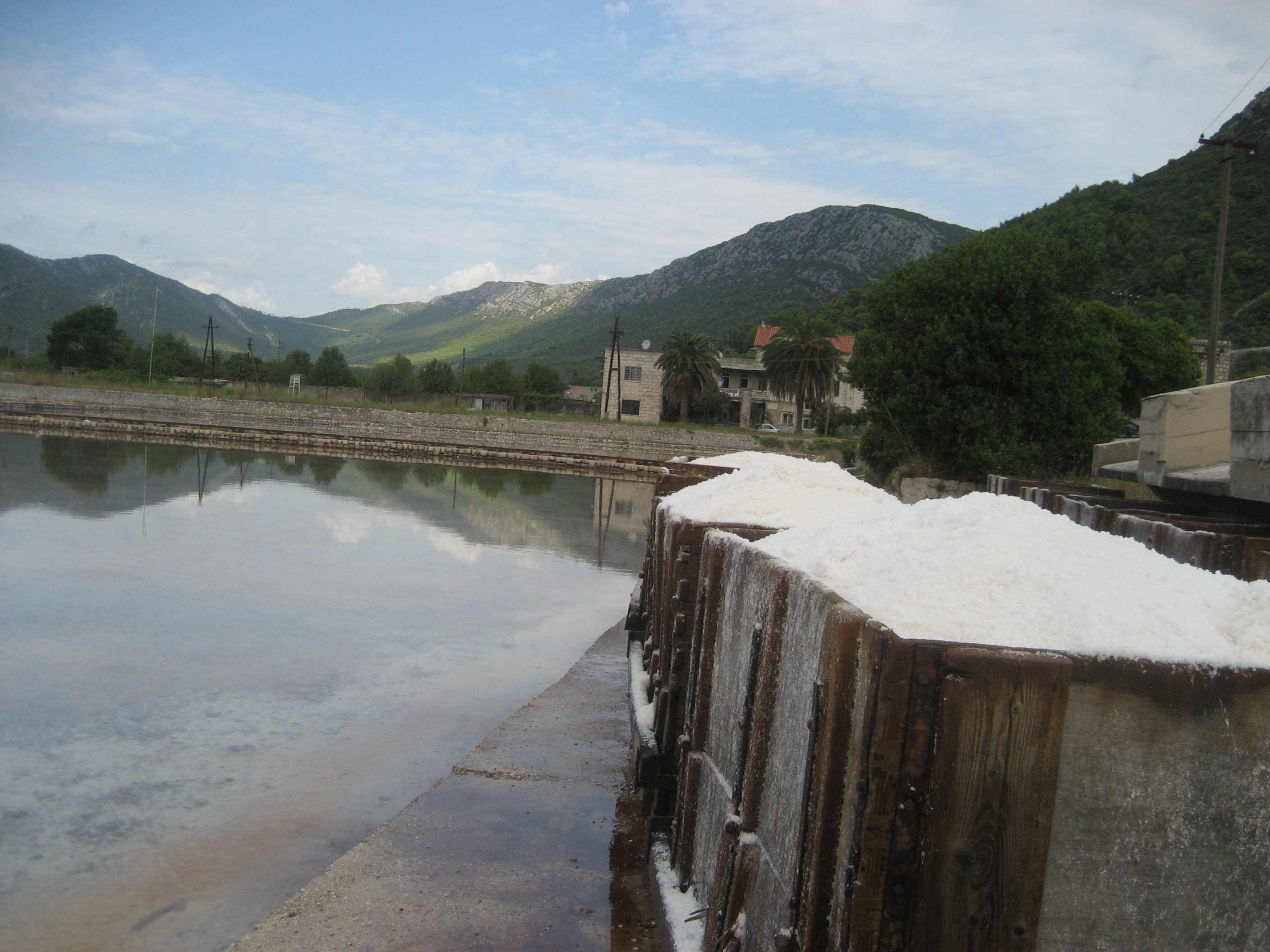
Wagen mit Salz